# 柯岩街道
柯岩街道，中华人民共和国浙江省绍兴市柯桥区下辖的街道。

## 行政区划
现辖：
余渚社区、蔡堰社区、东担山社区、余家弄社区、独山社区、新未庄社区、柯桥社区、堰西社区、堰东社区、丁巷社区、阮三社区、梅墅水庄社区、高尔夫社区、新风居、红旗社区、永进社区、三佳居、叶家堰居、信心居、梅墅居委会、路南居委会、澄湾居、海山村、秋湖居委会、河塔村、里庄村、蓬山社区、丰项居委会、州山居委会、埠头居委会、南闲社区、七贤社区和阮社社区。